# Juri Grigorjewitsch Gololobow
Juri Grigorjewitsch Gololobow, russisch Юрий Григорьевич Гололобов, englische Transkription Gololobov, (* 2. September 1930 in Moskau; † 25. Juni 2015) war ein russischer Chemiker (Organische Chemie).
Gololobow studierte am Chemisch-Technologischen Institut Mendelejew in Moskau mit dem Abschluss 1953. Danach war er Abteilungsleiter am Institut für Organische Chemie und Technologie in Moskau und wurde dort 1958 promoviert (Kandidat). 1966 habilitierte er sich (russischer Doktortitel). Ab 1970 war er Professor in Kiew und Leiter der Abteilung für elementorganische Verbindungen am Institut für Organische Chemie der Ukrainischen Akademie der Wissenschaften, dessen stellvertretender Leiter er 1972 wurde. Ab 1980 war er wieder in Moskau als stellvertretender Leiter des Instituts für elementorganische Verbindungen. Außerdem war er dort Leiter eines Labors für elementorganische Funktionspolymere.
Er befasste sich mit elementorganischen Verbindungen, speziell Organophosphorverbindungen. Das Spektrum seiner Untersuchungen reicht von der Synthese, Fragen der Elektronenstruktur, Reaktionsmechanismen bis zu Anwendungen (Pflanzenschutzmittel, Pharmaka, thermisch beständige Polymere). Gololobow hielt über 100 Patente. Er war seit 1976 korrespondierendes Mitglied der Nationalen Akademie der Wissenschaften der Ukraine. 1983 erhielt er den Preis der Mendelejew-Gesellschaft.
Er war seit 1954 verheiratet und hatte einen Sohn.